# Carles Castillejo
Carles Castillejo Salvador (Barcellona, 10 maggio 1978) è un mezzofondista e maratoneta spagnolo, dal 2004 ha preso parte a quattro edizioni consecutive dei Giochi olimpici.

## Palmarès
| Anno | Manifestazione             | Sede           | Evento         | Risultato | Prestazione | Note |
| ---- | -------------------------- | -------------- | -------------- | --------- | ----------- | ---- |
| 2003 | Universiadi                | Taegu          | 5000 m piani   | 4º        | 13'57"20    |      |
| 2004 | Campionati ibero-americani | Huelva         | 3000 m piani   | Argento   | 7'51"26     |      |
| 2004 | Giochi olimpici            | Atene          | 5000 m piani   | Batteria  | 13'49"16    |      |
| 2005 | Giochi del Mediterraneo    | Almería        | 10000 m piani  | Argento   | 29'13"91    |      |
| 2005 | Universiadi                | Smirne         | 5000 m piani   | 4º        | 13'46"74    |      |
| 2005 | Universiadi                | Smirne         | 10000 m piani  | 6º        | 29'23"93    |      |
| 2008 | Giochi olimpici            | Pechino        | 10000 m piani  | 23º       | 28'13"68    |      |
| 2009 | Mondiali                   | Berlino        | 10000 m piani  | 15º       | 28'09"89    |      |
| 2010 | Europei                    | Barcellona     | 10000 m piani  | 5º        | 28'49"69    |      |
| 2012 | Europei                    | Helsinki       | 10000 m piani  | 5º        | 28'24"51    |      |
| 2012 | Giochi olimpici            | Londra         | 10000 m piani  | 24º       | 2'16"17     |      |
| 2015 | Mondiali                   | Pechino        | Maratona       | dnf       | dnf         |      |
| 2016 | Europei                    | Amsterdam      | Mezza maratona | 8º        | 1h03'52"    |      |
| 2016 | Giochi olimpici            | Rio de Janeiro | Maratona       | 49º       | 2h18'34"    |      |

## Campionati nazionali
2002
- 10º ai campionati spagnoli, 5000 m piani - 14'11"49

2003
- Argento ai campionati spagnoli, 5000 m piani - 13'36"00

2004
- Oro ai campionati spagnoli, 5000 m piani - 13'44"66

2005
- 5º ai campionati spagnoli, 5000 m piani - 14'10"59

2008
- Argento ai campionati spagnoli, 10000 m piani - 27'39"79
- 5º ai campionati spagnoli, 5000 m piani - 14'14"93

2009
- Oro ai campionati spagnoli, 10000 m piani - 27'48"80
- Bronzo ai campionati spagnoli, 5000 m piani - 13'36"54

2010
- Bronzo ai campionati spagnoli, 10000 m piani - 28'54"95
- 4º ai campionati spagnoli, 5000 m piani - 13'19"25

2011
- Oro ai campionati spagnoli di maratona - 2h10'09"

2013
- Oro ai campionati spagnoli di maratona - 2h12'43"
- Oro ai campionati spagnoli, 10000 m piani - 27'57"92

2015
- Oro ai campionati spagnoli di mezza maratona - 1h06'02"

2016
- Argento ai campionati spagnoli di maratona - 2h11'29"

2017
- 6º ai campionati spagnoli di mezza maratona - 1h03'07"

## Altre competizioni internazionali
2007
- Bronzo in Coppa Europa dei 10000 metri ( Ferrara) - 28'32"70

2012
- Bronzo in Coppa Europa dei 10000 metri ( Bilbao) - 28'07"50
- 6º alla Great Manchester Run ( Manchester) - 28'35"

2016
- Argento alla Maratona di Siviglia ( Siviglia) - 2h11'29"

2017
- 7º alla Maratona di Madrid ( Madrid) - 2h15'05"

2018
- 21º alla Maratona di Siviglia ( Siviglia) - 2h24'03"